# Eurofest
Eurofest je mednarodni rokometni turnir, ki v Kopru poteka od leta 2015 naprej, od leta 1993 je turnir potekal v Izoli. Prvo leto se je na festival prijavilo 21 ekip iz Slovenije in Hrvaške. V zadnjih letih se je število udeležencev močno povečalo, kajti v Koper jih pride tudi preko 3000 iz okoli 20 držav, tako je na 19. Eurofestu nastopilo že 3520 udeležencev, iz 174 ekip, iz 16 držav. Udeleženci tekme igrajo na zunanjih igriščih in v dvoranah v Kopru, pomembnejše in finalne tekme pa so odigrane na centralnem igrišču pod reflektorji.

## Pravila
Na turnirju so rokometna pravila nekoliko spremenjena in prilagojena turnirskemu načinu tekmovanja. Spremenjena pravila:
- Skrajšani so časi tekem (8–20 minut)
- V predtekmovanju ni moštvenega odmora ("time outa")
- V finalnih tekmah ob morebitnem izenačenju ni podaljška, temveč se takoj izvaja sedemmetrovke